# Miljanovac
Miljanovac är en ort i Kroatien.   Den ligger i länet Bjelovar-Bilogoras län, i den östra delen av landet, 100 km öster om huvudstaden Zagreb. Miljanovac ligger 180 meter över havet och antalet invånare är 160.
Terrängen runt Miljanovac är platt åt nordväst, men åt sydost är den kuperad. Terrängen runt Miljanovac sluttar västerut. Runt Miljanovac är det glesbefolkat, med 18 invånare per kvadratkilometer. Närmaste större samhälle är Daruvar, 6,4 km norr om Miljanovac. I omgivningarna runt Miljanovac växer i huvudsak lövfällande lövskog.